# Клизувка
Клизувка (пол. Kłyzówka) — село в Польщі, у гміні Дорогичин Сім'ятицького повіту Підляського воєводства.
Населення — 69 осіб (2011).
У 1975-1998 роках село належало до Білостоцького воєводства.

## Демографія
Демографічна структура станом на 31 березня 2011 року:
|          | Загалом | Допрацездатний вік | Працездатний вік | Постпрацездатний вік |
| -------- | ------- | ------------------ | ---------------- | -------------------- |
| Чоловіки | 37      | 8                  | 20               | 9                    |
| Жінки    | 32      | 5                  | 15               | 12                   |
| Разом    | 69      | 13                 | 35               | 21                   |